# Frederick Colberg
Frederick Colberg est un boxeur américain né le 13 novembre 1900 et mort le 21 mars 1965 à Portland, Oregon.

## Carrière
Représentant l'US Navy, il remporte aux Jeux olympiques d'été de 1920 à Anvers la médaille de bronze dans la catégorie poids welters. Après deux victoires face au danois Ivan Schannong puis au français Leon Gillet, Colberg perd en demi-finale contre Bert Schneider.

## Palmarès

### Jeux olympiques
- Jeux olympiques d'été de 1920 à Anvers[1] (poids welters)